# Жаврид, Павел Яковлевич
Па́вел Я́ковлевич Жаври́д (бел. Павел Якаўлевіч Жаўрыд, 13 июня 1889, Тетерёвка, Слуцкий уезд, Минская губерния, Российская империя — 11 мая 1939, Емва, Княжпогостский район, Коми АССР, СССР) — деятель белорусского национального движения и антисоветского военного сопротивления.

## Биография
Родился в деревне Тетерёвка (ныне Копыльский район, Минская область, Республика Беларусь). Окончил местную мужскую гимназию и юридический факультет Варшавского университета. В 1916 году мобилизован в российскую армию, служил в Туркестане и на Румынском фронте Первой мировой войны. После Февральской революции был главой полкового комитета, делегатом Первого Всебелорусского съезда в декабре 1917 года.
По возвращении домой в Слуцк работал юристом, активно участвовал в местном белорусском национальном движении, был членом Белорусской партии социалистов-революционеров. В 1920 году руководством Белорусской Народной Республики назначен официальным представителем белорусской власти в регионе. В конце 1920 года был одним из руководителей вооружённого антибольшевистского сопротивления (смотри Слуцкое восстание), сумел около месяца сдерживать наступление многократно превосходящих сил Красной армии.
После поражения восстания бежал в Вильно, затем в 1926 году вернулся в БССР, где работал в различных учреждениях, в том числе Инбелкульте и редакции газеты «Звязда».
Арестован в 1930 году по делу «Союзе Освобождения Белоруссии», приговорён к трём годам исправительно-трудовых лагерей. В 1937 арестован повторно, скончался от болезней в 1939 году в Коми АССР. Посмертно реабилитирован в 1988 году.